# Charles Esprit Marie de La Bourdonnaye
Pour les articles homonymes, voir Blossac.
Pour les autres membres de la famille, voir famille de La Bourdonnaye.
Charles Esprit Marie de la Bourdonnaye de Blossac (né le 27 août 1753 à Poitiers et mort le 22 mai 1840 à Arcy-sur-Cure) était un homme politique français, membre de la Chambre des pairs sous la Restauration.

## Biographie
Il est le fils de Paul Esprit Marie de la Bourdonnaye de Blossac (1716-1800) et de Madeleine Louise Le Peletier de La Houssaye (1723-1764).
Il épouse en février 1782 Anne Louise Bertier de Sauvigny, fille de Louis Bénigne François Bertier de Sauvigny, intendant de la généralité de Paris, et Marie Josèphe Foulon; Mlle Bertier de Sauvigny avait été promise en juin 1781 à Joly de Fleury, procureur général au parlement de Paris en survivance de son oncle.
Nommé intendant de Soissons avec son père en 1784, il conserve cette fonction jusqu'à la Révolution française en 1789 au cours de laquelle il émigre avec sa famille en Angleterre.
De retour à la Restauration, il est fait pair de France par ordonnance du 17 août 1815. Il vote la mort du Maréchal Ney et soutient le gouvernement royal en toute occasion. Il prend la parole en mars 1826 à la chambre des pairs pour soutenir le « projet de loi des successions » qui rétablit le droit d'aînesse.
Après la Révolution de 1830, il se retire de la vie politique nationale.
Il est aussi comte de Blossac et conseiller d'État.
Son portrait en tenue de pair de France, peint par Louis Léopold Boilly, a été vendu le 14 février 2025 à Bordeaux, à l'Hôtel de ventes des Quinconces, moyennant 13860 euros,,,.

## Sources
- « Charles Esprit Marie de La Bourdonnaye », dans Adolphe Robert et Gaston Cougny, Dictionnaire des parlementaires français, Edgar Bourloton, 1889-1891 [détail de l’édition]